# فاگاس (میزوری)
فاگاس (به انگلیسی: Fagus) یک منطقهٔ مسکونی در ایالات متحده آمریکا است که در شهرستان باتلر، میزوری واقع شده‌است. فاگاس ۹۳٫۸۸ متر بالاتر از سطح دریا واقع شده‌است.